# John August

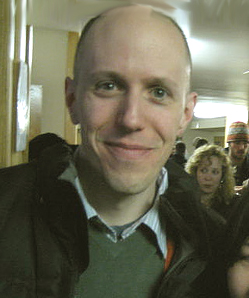
John August

John August (* 4. August 1970 in Boulder, Colorado als John Meise) ist ein US-amerikanischer Journalist und Drehbuchautor.

## Leben
Nach seinem Abschluss in Journalismus an der Drake University in Iowa zog er nach Los Angeles, um einer Karriere als Drehbuchautor nachzugehen. Er absolvierte die School of Cinema-Television auf der USC unter der Leitung von Peter Stark.
Der Durchbruch gelang ihm mit dem Drehbuch zu Go, das von Columbia Pictures erworben und unter der Regie von Doug Liman realisiert wurde. Es folgten die Verfilmung der Serie 3 Engel für Charlie und Titan A.E. sowie einige ungenannte "Re-Writes" an verschiedenen Filmen.
Nachdem er den Roman Big Fish von Daniel Wallace gelesen hatte, bat er Columbia Pictures, ihm die Filmrechte daran zu sichern. Mit der Adaption gelang ihm und dem Regisseur Tim Burton ein nicht nur erfolgreicher, sondern auch für den Autor der Vorlage zufriedenstellender Film. John August setzte seine Zusammenarbeit mit Tim Burton für den Film Corpse Bride – Hochzeit mit einer Leiche und die Neuverfilmung von Charlie und die Schokoladenfabrik fort. Im Jahr 2012 folgte eine weitere Zusammenarbeit mit Burton bei der Horror-Komödie Dark Shadows.
John August schrieb außerdem das Drehbuch für das seit Jahren aufgeschobene Remake von Barbarella und arbeitet derzeit für ein Studio an einem Drehbuch für einen neuen Tarzan-Film.

## Filmografie
- 1998: God (Kurzfilm)
- 1999: Go
- 2000: D.C. (Fernsehserie, drei Episoden)
- 2000: Titan A.E.
- 2000: 3 Engel für Charlie (Charlie’s Angels)
- 2003: Alaska
- 2003: 3 Engel für Charlie – Volle Power (Charlie’s Angels: Full Throttle)
- 2003: Big Fish
- 2005: Charlie und die Schokoladenfabrik (Charlie and the Chocolate Factory)
- 2005: Corpse Bride – Hochzeit mit einer Leiche (Corpse Bride)
- 2007: The Nines – Dein Leben ist nur ein Spiel (The Nines)
- 2012: Dark Shadows
- 2012: Frankenweenie
- 2019: Aladdin
- 2019: Scary Stories to Tell in the Dark